# Cecil Meares
Cecil Henry Meares (1877-13 de mayo de 1937) fue el jefe de los manejadores de perros e intérprete ruso de la Expedición Terra Nova, la expedición británica a la Antártida entre 1910 a 1913. Nacido en el condado de Kilkenny, Irlanda, hijo de un oficial del ejército, Meares era un aventurero y lingüista: un hombre de acción al que le gustaba divertirse, lo que hacia que cumplir las órdenes de Robert Falcon Scott, el líder de la expedición, a veces fuera algo difícil. Antes de participar en la expedición, fue oficial del ejército británico, comerciante de pieles en Kamchatka y mar de Ojotsk en Siberia, peleó en la guerra ruso-japonesa y en la guerra Bóer y viajó por diversos sitios incluido el Tíbet.

## Expedición Terra Nova
La tarea de Meares incluyó seleccionar y comprar los 34 perros y 20 ponis para la expedición y transportarlos desde Siberia a Nueva Zelanda vía Japón donde se incorporaron a la expedición. Meares no tenía conocimientos sobre ponis, pero sin embargo siguió las órdenes de Scott y fue a Nikolayevsk, Siberia, para seleccionar los perros. Allí conoció a Dimitri Gerov, un experimentado manejador de perros, quien le ayudó a elegir los perros apropiados para tirar de los trineos y a quien posteriormente reclutó como conductor de perros para la expedición. Meares también reclutó a Anton Omelchenko un jinete ruso como cuidador para la expedición. Luego viajaron a Vladivostock donde compraron los ponis siberianos. Scott le había pedido que los ponis para la expedición fueran blancos porque durante la expedición Nimrod en 1907, Ernest Shackleton había notado que los ponis blancos eran más resistentes que los de pelaje oscuro. Lawrence Oates, el capitán del ejército británico en la expedición cuyo rol era cuidar de los ponis, estaba desilusionado con los animales seleccionados por Meares ya que tenían «deficiencias tales como: pechos estrechos, rodillas golpeadas, …viejos» y eran el «mayor conjunto de inservibles que nunca hubiera visto». Una vez que comenzó la Expedición Terra Nova, Meares y Gerov se ocupaban de los perros. Luego de partir formando parte del grupo de apoyo en el viaje al polo Sur a comienzos de noviembre de 1911; el 14 de diciembre al pie del glaciar Beardmore, Meares y el búlgaro Gerov dieron la vuelta y se dirigieron al norte con los perros con trineos. Meares renunció a la expedición por razones desconocidas y regresó a Inglaterra a bordo del Terra Nova en marzo de 1912.
Cierta controversia rodea la "falta de disponibilidad" de Meares para realizar tareas en la Barrera de hielo de Ross durante los 2 meses previos a abordar el Terra Nova para regresar a Inglaterra, mientras la expedición estaba al mando de Edward Atkinson. Su regreso a la civilización antes del invierno antártico de 1912 no era una sorpresa (en las instrucciones de Scott al oficial a cargo del Terra Nova, escritas antes de su partida hacia el polo, Scott indicaba que Meares podía regresar en el barco, dependiendo de las noticias que recibiera de Inglaterra), sin embargo no queda claro porque no estaba disponible para realizar tareas con los trineos y perros durante el otoño, ni tampoco porque Atkinson no le obligó a prestar colaboración (la expedición se regía de manera estricta por los códigos y reglamentos navales, y Atkinson era el oficial a cargo).

## Later life
Durante la Primera Guerra Mundial, se unió al Royal Flying Corps, ascendiendo al rango de teniente voronel. En 1915, Meares se casó con Anna Christina Spengler (1891-1974). Después del final de la guerra, viajó a Japón y ayudó al Servicio Aéreo Naval Japonés como parte de la Misión Aérea Británica.
Después de su regreso de Japón, Meares y su esposa se mudaron a Victoria (Columbia Británica), Canadá. La pareja vivió una vida tranquila allí y se involucró en varias reuniones comunitarias. Meares murió en Victoria en 1937. Su esposa, Annie, murió en septiembre de 1974 y legó muchas de las posesiones y cartas de Meares al Royal British Columbia Museum.